# Škoda Favorit
De Škoda Favorit (type 781) is een compacte voorwielaangedreven auto van het Tsjechische automerk Škoda, die vanaf 1987 geproduceerd werd en de Škoda 742-modelreeks verving, die echter tot 1990 parallel gebouwd werd. In 1990 verscheen een vijfdeurs combi met de naam Škoda Forman (type 785), die in Nederland ook werd verkocht als Favorit Estate. Een tweedeurs pick-up genaamd Škoda Pick-up (type 787) werd in 1991 geïntroduceerd. De Favorit werd in 1994 vervangen door de Škoda Felicia.
Tijdens de bouw veranderde meerdere keren de bedrijfsnaam. Het model kwam onder het staatsbedrijf AZNP op de markt. In 1990 werd het omgedoopt tot de naamloze vennootschap Automobilový koncern Škoda en in 1991 in Škoda automobilová. Het moderne model met voorwielaandrijving was cruciaal voor de geleidelijke overname van Škoda-aandelen van de Tsjechoslowaakse staat door Volkswagen AG.

## Geschiedenis
Aan het einde van de jaren zeventig werd het concept van personenauto's met een dwars voorin geplaatste motor voorwielaandrijving steeds gangbaarder. Auto's met een dergelijk concept waren kleiner van formaat, hadden een lager gewicht en een lager verbruik. De gezamenlijke ontwikkeling van een dergelijk concept (het RGW-autoproject) door AZNP en andere autofabrikanten binnen de Comecon, met name Wartburg en Trabant, mislukte zonder succes en AZNP besloot daarom om een eigen auto te ontwikkelen.
De Favorit was, in tegenstelling tot veel andere personenauto’s uit het zogenoemde Oostblok, niet onder licentie van een andere fabrikant gebouwd maar een eigen product van Škoda. De Favorit debuteerde op 16 september 1987 op de International Engineering Fair (MSV) in Brno en beleefde zijn West-Europese première in februari 1989 op de Amsterdamse AutoRAI. Volgens de oorspronkelijke plannen was een complete serie gepland, bestaande uit een korte versie (781, Favorit), een sedan (782), een coupé (783), een combi (785, Favorit Estate of Forman), een pick-up (787, Pick-up), een bestelbus (786) en een ambulance (788). Alleen de versies 781, 785 en 787 werden gerealiseerd.
Er waren twee varianten met een viercilinder OHV-benzinemotor 1289 cc beschikbaar: een 40kW (54 pk)-versie en een 46 kW (63 pk) met ongeregelde katalysator. Beide waren gebaseerd op hetzelfde motorblok. Met de introductie in 1993 van de 1.3 injectiemotor met 68 pk onderging het motorblok enkele wijzigingen. Deze betroffen voornamelijk het motormanagement, ontstekingstijdstip, injectie, inlaatspruitstuk, nokkenas, zuigers en cilinderkop (betere geleiding van inlaatopeningen).
Nadat de motoren aanvankelijk waren uitgerust met carburateurs, werd vanaf 1993 een Monomotronic-injectiesysteem gebruikt. De 54 pk sterke motor was ontworpen voor gewone benzine. Het verbruik was afhankelijk van de rijstijl tussen 6 en 7,5 liter per 100 km. De herziene injectiemotor had een lager brandstofverbruik, verbruiksniveaus van minder dan 6 liter per 100 km waren haalbaar. De motor had een onderliggende nokkenas (nokkenas zijdelings in het motorblok) die werd aangedreven door een distributieketting.
De Favorit werd als een betrouwbare en degelijke auto beschouwd hoewel de eerste modellen gevoelig waren voor roest, waarbij de roest vaak begon bij de achterklep en de achterwielkasten. Na de overname van Škoda door VW in 1991 werden er in 1993 talrijke technische en kwalitatieve verbeteringen doorgevoerd. In de loop van de modelcyclus werden kleine wijzigingen aangebracht aan de carrosserie, bijvoorbeeld de grille.
Eind 1994 werd de Favorit vervangen door de Škoda Felicia.

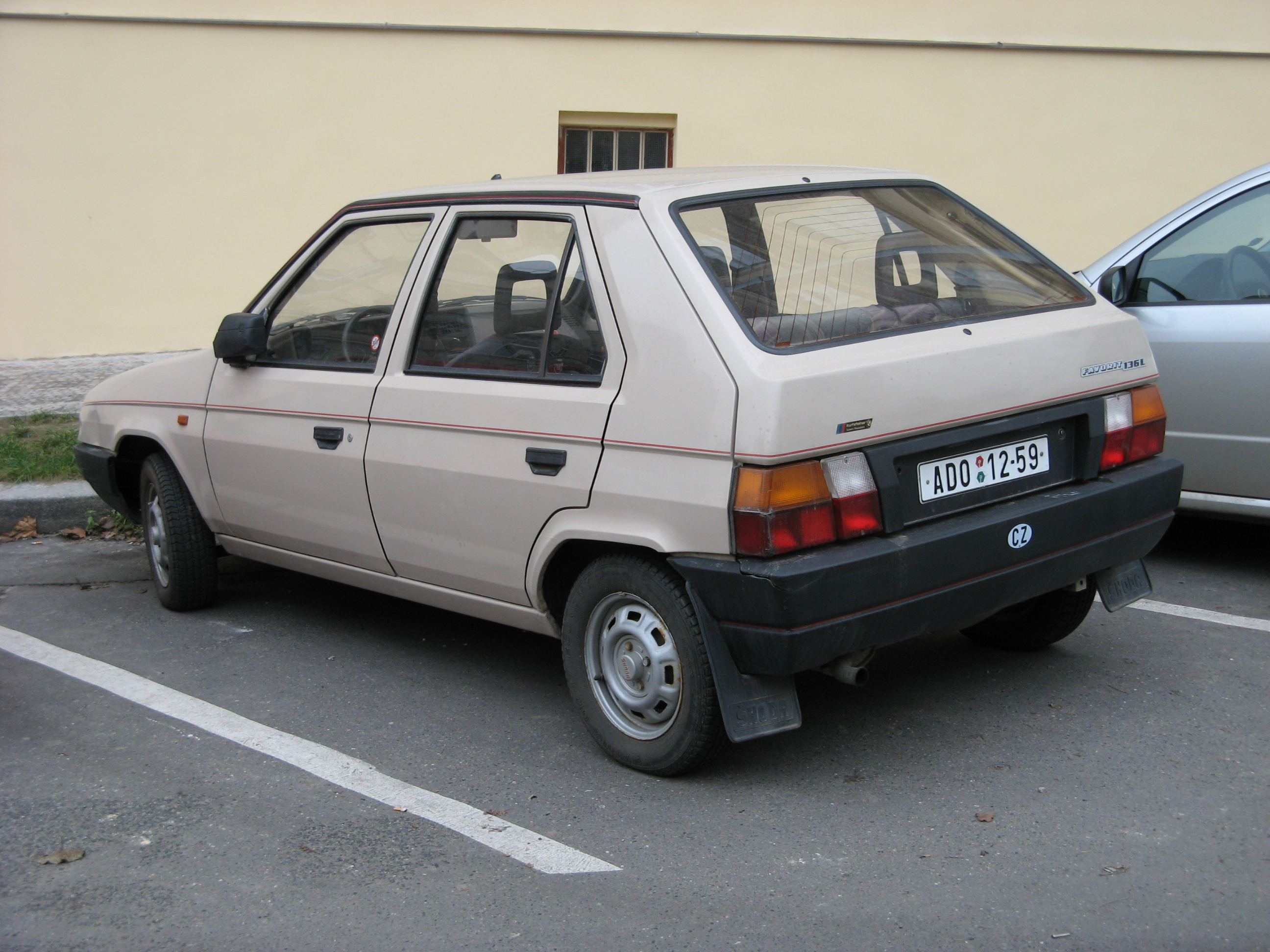
Favorit, achteraanzicht
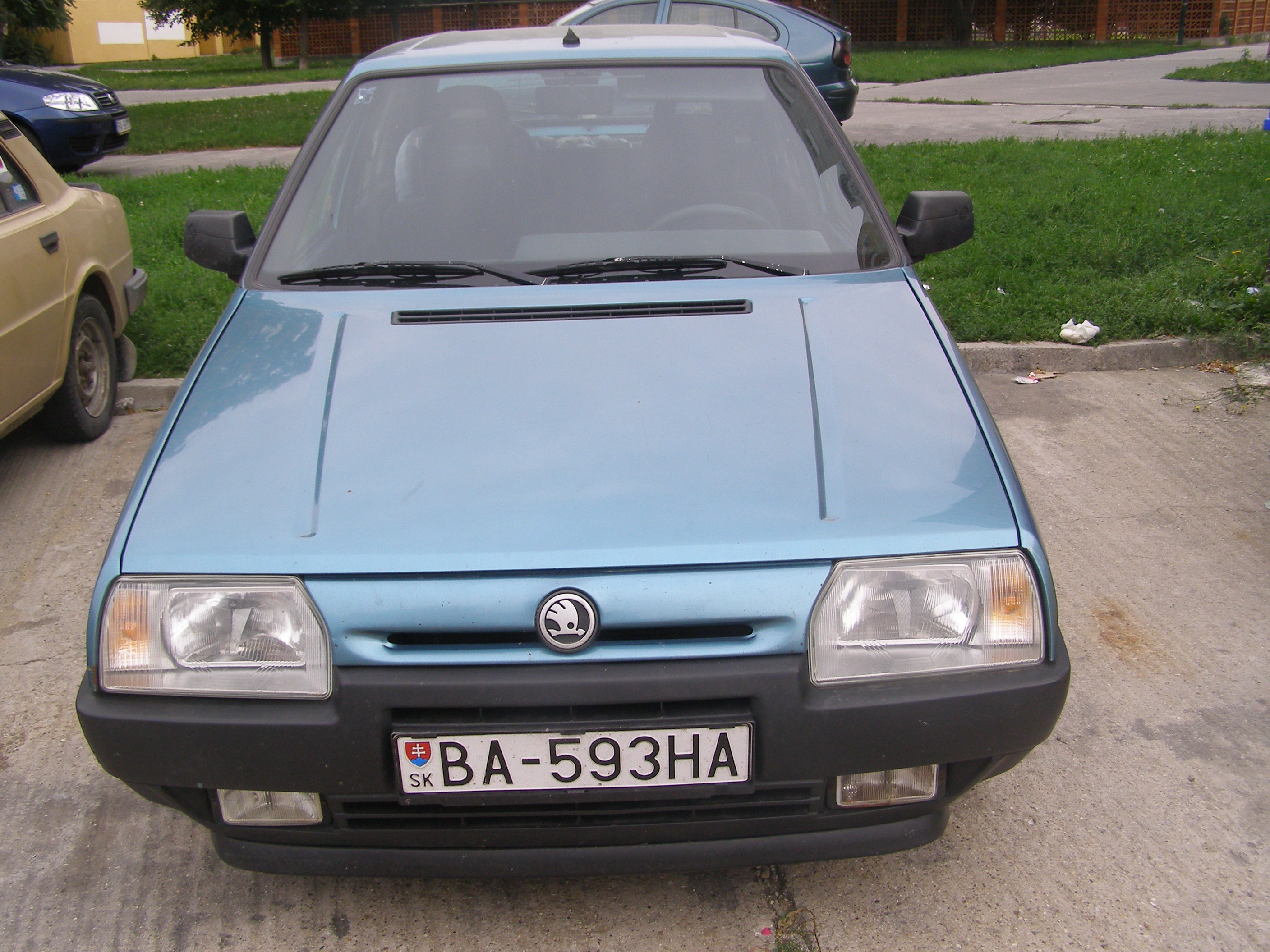
Škoda Favorit (1993-1994)
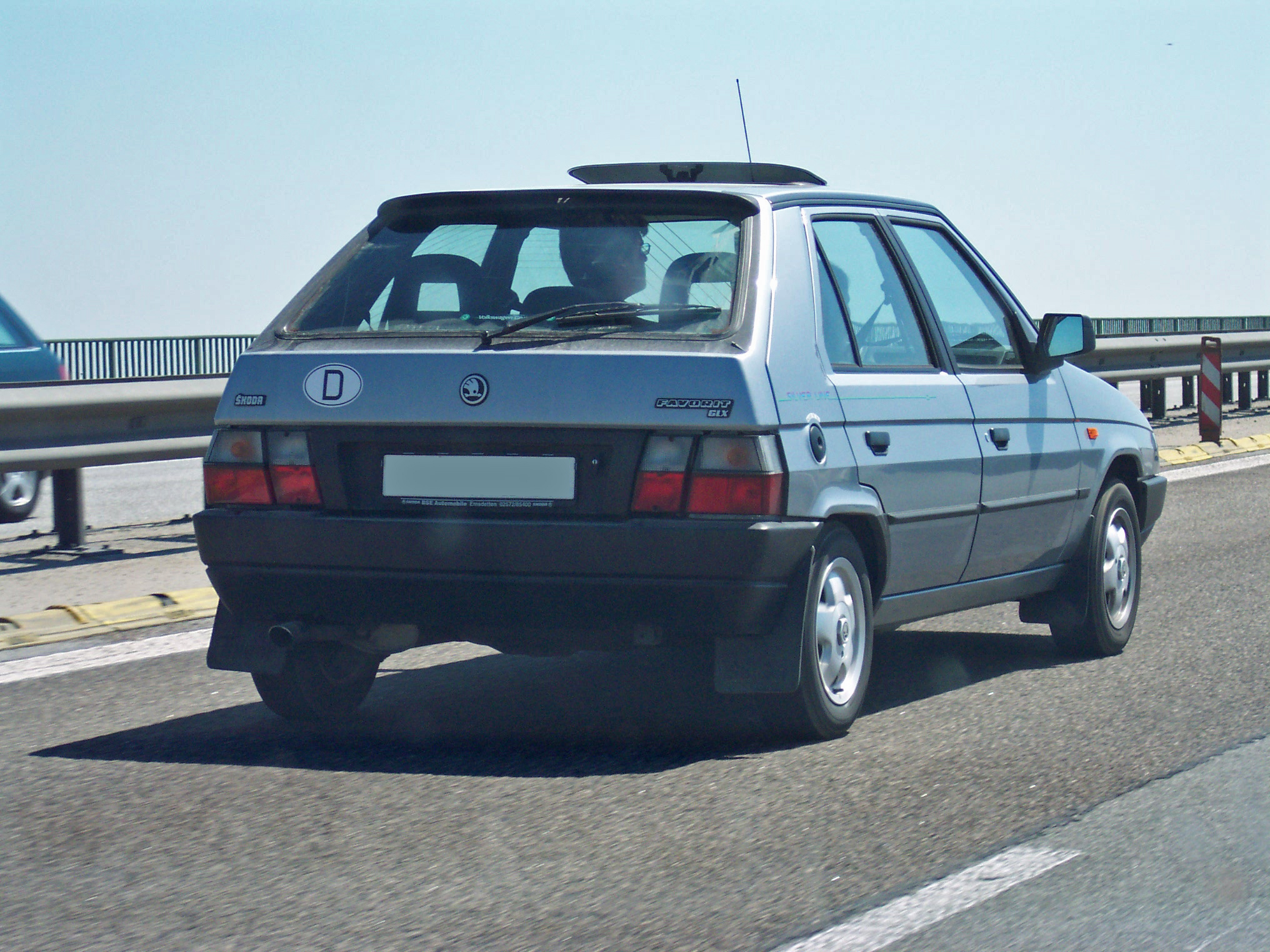
Achteraanzicht van de herziene Favorit
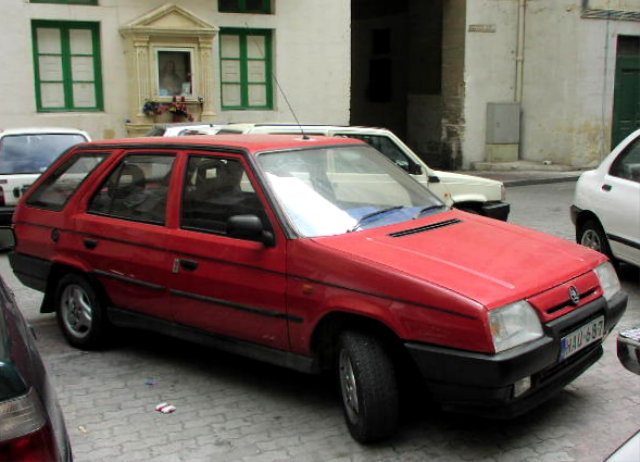
Škoda Forman (1993-1994)
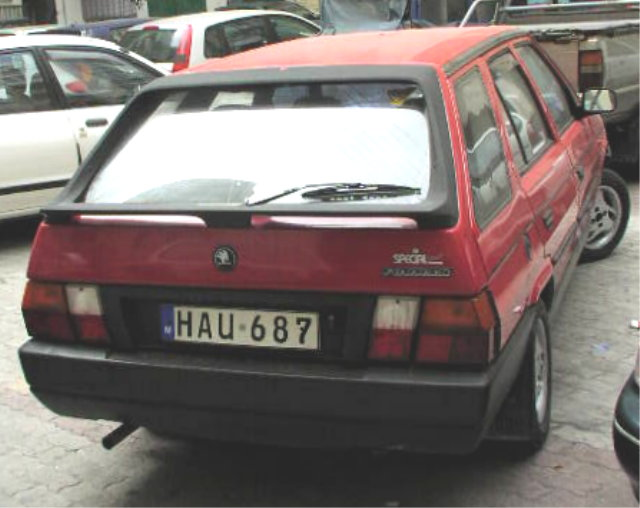
Achteraanzicht van de herziene Forman
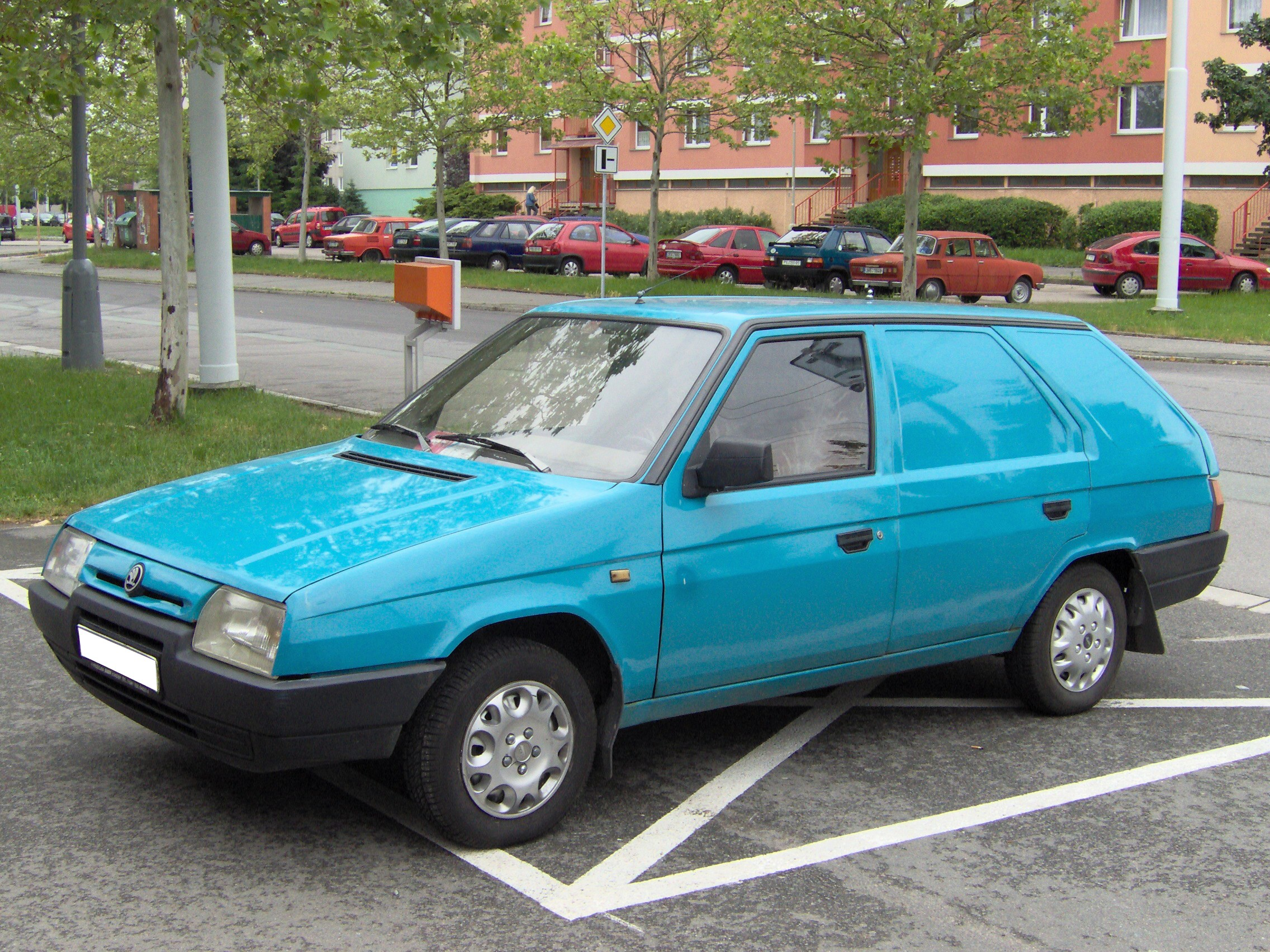
Škoda Forman Praktik (1993-1994)
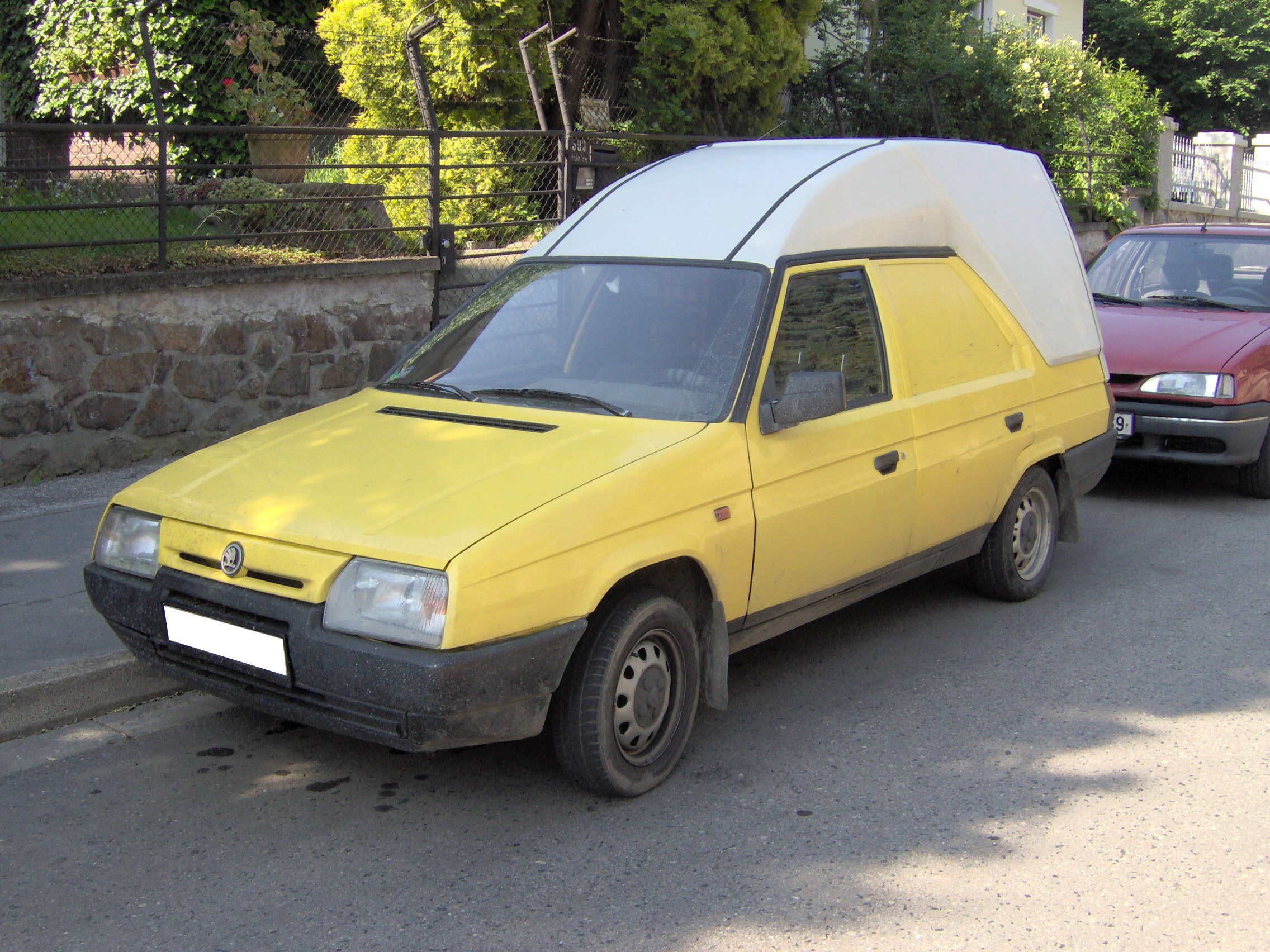
Škoda Forman Plus (1993-1994)
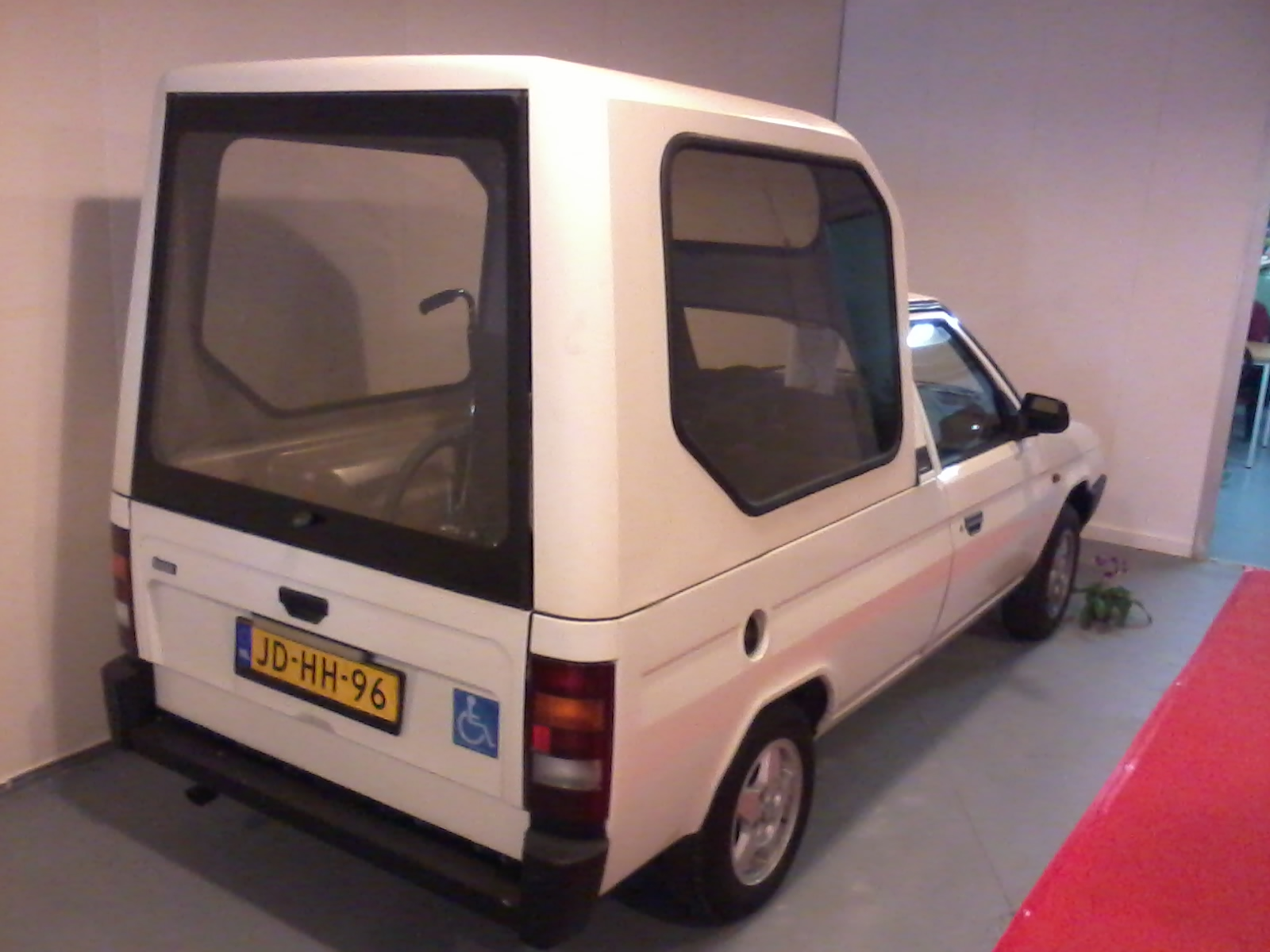
Škoda Hivo voor rolstoelvervoer
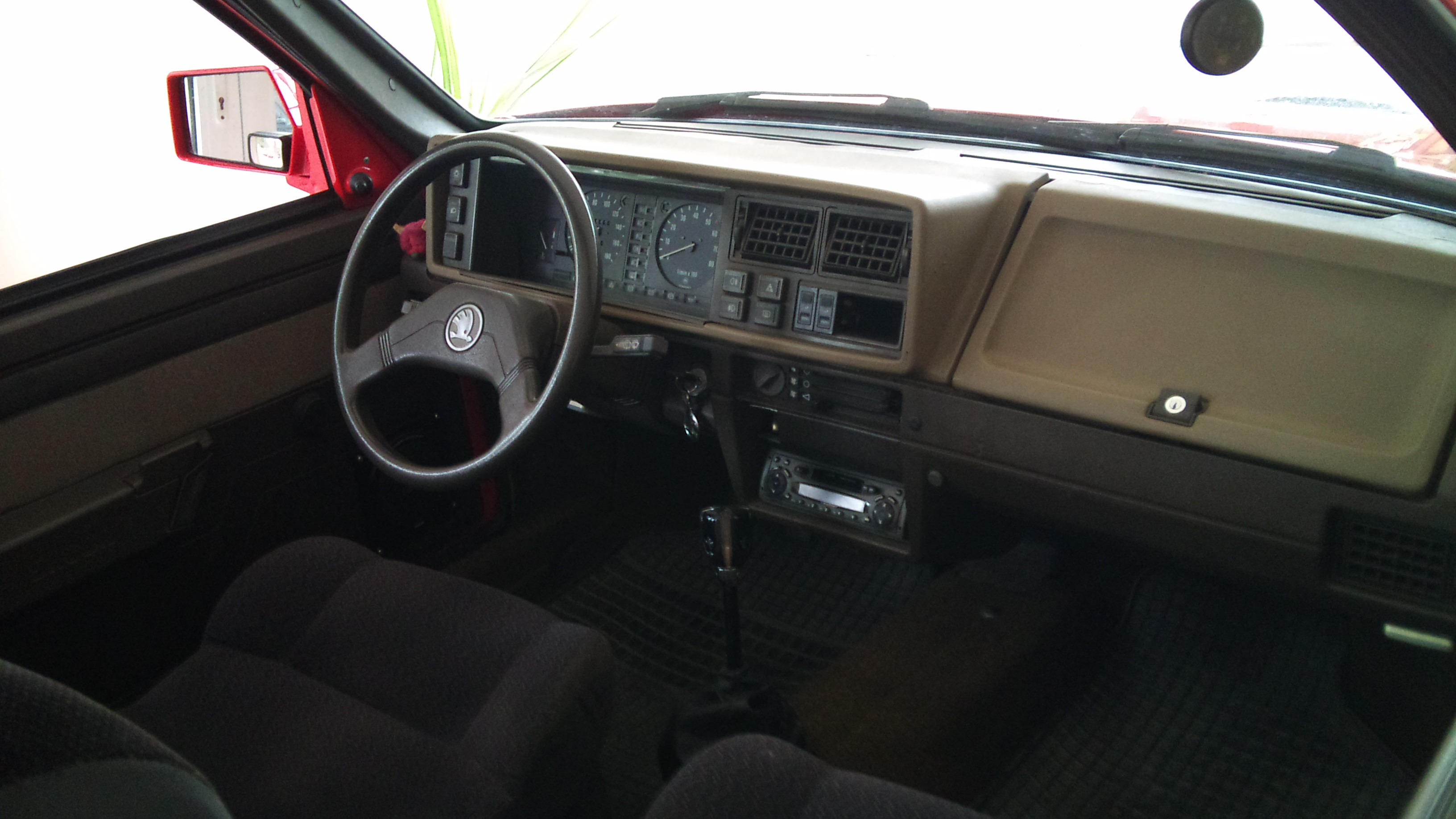
Dashboard
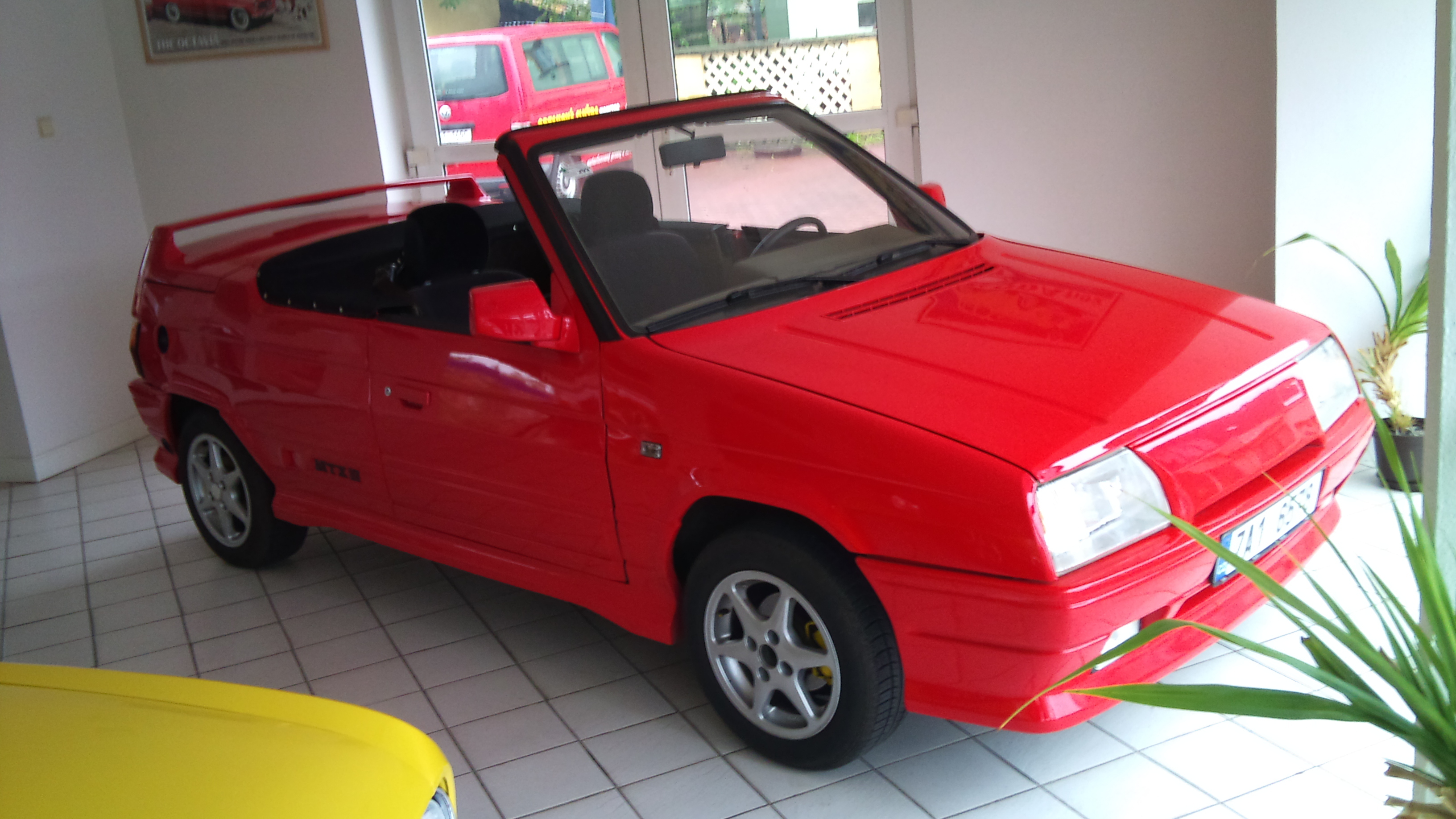
MTX Roadster
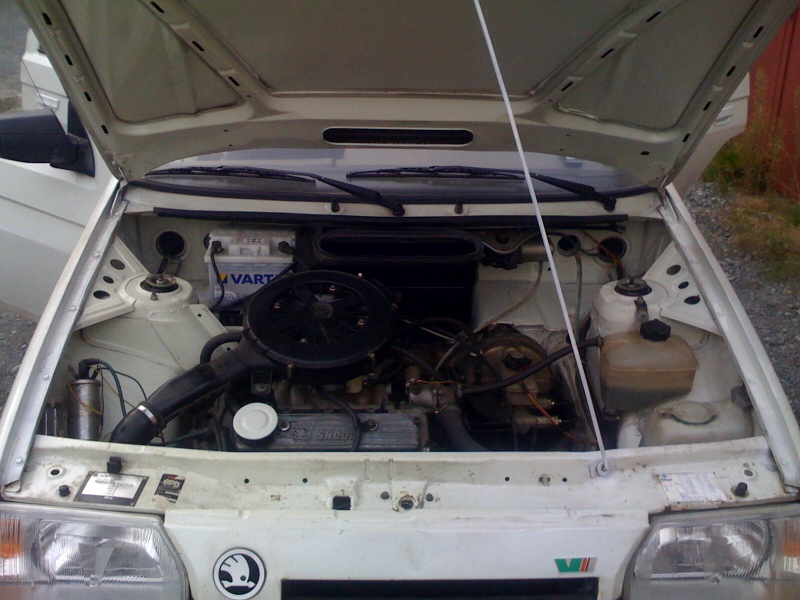
Motor